# Темні матерії
«Темні матерії» (англ. His Dark Materials; в інших українських перекладах також «Темні початки», «Його темні матеріали», «Темні праматерії», «Піраньї тьми») — фантастична трилогія Філіпа Пулмана. Включає романи «Північне сяйво», «Магічний ніж» і «Янтарне скло». У 2019 році розпочався серіал Піраньї тьми за мотивами трилогії.

## Назва
Назву для своєї трилогії His Dark Materials Філіп Пуллман узяв із другої книги «Утраченого раю» Мільтона. Перший український переклад цієї поеми вийшов у вересні 2019 року, у відповідному уривку тексту Олександр Жомнір вжив фразу «піраньї тьми».
| …Into this wilde Abyss, The Womb of nature and perhaps her Grave, Of neither Sea, nor Shore, nor Air, nor Fire, But all these in their pregnant causes mixt Confus'dly, and which thus must ever fight, Unless th' Almighty Maker them ordain His dark materials to create more Worlds, Into this wilde Abyss the warie fiend Stood on the brink of Hell and look'd a while, Pondering his Voyage; for no narrow frith He had to cross. — Paradise Lost, Book 2, lines 910—920 | …Туди, в бездонну Утробу, що породжує світи І стане їх могилою колись, Де ще нема повітря ні вогню, Ні суші, ні морів — є лиш вагітність Напруженої суміші, що жде Творцевого наказу піраньям тьми: «Формуйтесь! Станьте світлом!» — в ту безодню Дивився з краю пекла Сатана І важився на мандри в Невідоме… — Утрачений рай, Книга 2, рядки 884—893 (переклад Олександра Жомніра) | …При цій страшній Безодні — Колисці, а можливо, і могилі Усесвіту, де ані моря, Ні суші, ні повітря, ні вогню Немає й сліду, але всі вони, Клубочаться жадобою народжень, Аж поки Всемогутній не звелить, Щоб з темних праматерій утворилась Світів нових велика множина; При цій страшній безодні пильний Ворог Край Пекла мовчки позирав у даль, І міркував про шлях у Невідоме… — переклад зазначеного уривку від Миколи Байдюка, здійснений для видання трилогії українською видавництвом Nebo Booklab Publishing у 2019 році |

## Книги трилогії
- «Північне сяйво» (англ. Northern Lights, 1995). В США роман вийшов під назвою «Золотий компас» (англ. The Golden Compass)
- «Магічний ніж» (англ. The Subtle Knife, 1997)
- «Янтарне скло» (англ. The Amber Spyglass, 2000)

## Основні персонажі
- Ліра Белаква (Сірін) — дівчинка-обраниця, якій належить зіграти важливу роль у створенні нового світу. У першому романі вважалася сиротою, жила в Оксфорді. Деймон Пантелеймон став лісовою куницею.
- Пантелеймон — деймон Ліри, приймав різну подобу: від метелика до гепарда, став лісовою куницею.
- Вілл Паррі — хлопчик з нашого світу, друг Ліри, носій магічного ножа. Його деймон, Кірджава, стала кішкою.
- Лорд Азріель — батько Ліри, що підняв заколот проти Бога. Його деймон — сніжний барс Стелмарія.
- Місіс Колтер — мати Ліри. Деймон — мавпа з золотистим хутром.
- Йорек Бірнісон — король броньованих ведмедів, друг Ліри.
- Роджер — кухар з Оксфорда, друг Ліри. Деймон найчастіше брав вигляд такси.
- Серафіна Пеккала — відьма з Лапландії. Деймон — сіра гуска Кайса.
- Лі Скорсбі — аеронавт з Техаса. Деймон — арктичний заєць Естер.
- Джон Фаа — король циган. Деймон — крук.
- Фардер Корам — старий циган. Деймон — руда кішка Софонакс.
- Мері Малоун — фізик, дослідниця Пилу. Деймон — альпійська галка.
- Станіслаус Грумман — полярний дослідник. Деймон — скопа Саян Кетер.
- Кавалер Тіаліс, дама Салмакія, лорд Рок, мадам Оксант'єль — галівспайни, шпигуни лорда Азріеля.

## Переклади українською

### Оригінальна трилогія
- «Його темні матеріали»[1] / «Темні початки»'[2] (Клуб сімейного дозвілля)
  - Філіп Пуллман. Північне сяйво. Переклад з англійської: Наталя Рябова. Харків: КСД, 2004. 399 стор. ISBN 966-8511-06-9
  - Філіп Пуллман. Магічний ніж. Переклад з англійської: Сергій Савченко. Харків: КСД, 2004. 352 стор. ISBN 966-8511-39-5
  - Філіп Пуллман. Янтарне скло. Переклад з англійської: Сергій Савченко. Харків: КСД, 2004. 480 стор. ISBN 966-8511-77-8

Видання у КСД пережило чотири передруки: у 2005, 2006, 2007 і 2008 роках.
- «Темні матерії»[3] (Nebo Booklab Publishing)
  - Філіп Пулман. Північне сяйво. Переклад з англійської: Микола Байдюк. Київ: Nebo Booklab Publishing. 2019. 416 стор. ISBN 978-617-7537-81-5[4]
  - Філіп Пулман. Магічний ніж. Переклад з англійської: Микола Байдюк. Київ: Nebo Booklab Publishing. 2020. 416 стор. ISBN 978-617-7537-88-4[5]
  - Філіп Пулман. Янтарний телескоп. Переклад з англійської: Микола Байдюк. Київ: Nebo Booklab Publishing. 2021. 512 стор. ISBN 978-617-7914-13-5 (очікується з друку)

### «Книга пилу»
Книга пилу
- Філіп Пулман. Чарівна дикунка. Переклад з англійської: Яніс Сінайко. Київ: Nebo Booklab Publishing. 2019. 480 стор. ISBN 978-617-7537-80-8[6]
- Філіп Пулман. Таємна спільнота. Переклад з англійської: Ірина Новіцька. Київ: Nebo Booklab Publishing. 2020. 640 стор. ISBN 978-617-7537-83-9[7]